# Perkebunan Bilah
Perkebunan Bilah is een bestuurslaag in het regentschap Labuhan Batu van de provincie Noord-Sumatra, Indonesië. Perkebunan Bilah telt 1044 inwoners (volkstelling 2010).